# Woodlawn (comté de Cleveland, Arkansas)
Pour les articles homonymes, voir Woodlawn.
Woodlawn est une census-designated place du comté de Cleveland, dans l’État américain de l'Arkansas.